# 급부장애
급부장애(給付障碍, 독일어: Leistungshindernis oder Leistungsstörung) 또는 영미법상 계약위반(契約違反, breach of contract)이란 채무의 내용실현이 불가능하게 되거나, 지체되거나 또는 불완전하게 되어 마땅히 행해져야 할 상태대로 이행되지 않은 상태를 말한다. 급부가 채무의 내용대로 이행될 수 없는 상태를 포괄하는 개념이다. 급부장애 중에는 채무자의 귀책사유없이 채무의 내용에 좇은 이행이 없는 경우도 포함하는 바, 이러한 급부장애 가운데에서 그 책임을 채무자에게 물을 수 있는 일정한 요건, 즉 급부장애에 대한 채무자의 귀책사유가 있는 경우만을 채무불이행이라고 한다. 따라서 급부장애는 채무불이행보다 넓은 개념이다.
예컨대 사변 · 천재지변 등 불가항력에 의하여 이행이 불가능하거나, 제3자의 급부침해로 인하여 이행이 불가능하거나, 사정변경의 원칙에 의하여 계약체결시의 기초가 된 사정이 현저히 변경되어 체결된 계약내용대로 이행케 하는 것이 신의성실의 원칙에 반하기 때문에 체결된 계약내용대로 이행케 할 수 없는 경우에는 채무자에게 고의 · 과실이 없다 하더라도 채무자는 채무를 이행할 수 없게 된다.
현재 국제 물품 매매 계약에 관한 유엔 협약, 유럽계약법원칙 및 영미법 체계에서는 계약상의 의무위반 · 계약침해(breach of contract: Pflichtverletzung)라는 개념 하에 계약상 의무를 위반하는 모든 행위들을 통일적으로 파악함으로써 한국 민법상 논란이 되고 있는 채무불이행책임과 하자담보책임의 이원적 체계를 지양하고 계약책임을 일원적으로 규율하고 있다.

## 구제방법
급부장애에 대한 “구제방법”(remedies)이라 함은 급부장애로 인하여 당사자의 일정한 권리가 침해당하는 경우 그러한 침해를 방지 또는 시정하거나 보상받는 것을 말한다. 구제방법은 각국의 법률이나 국제협약에 따라 약간의 차이는 있으나, 일반적으로 계약의 해제와 손해배상의 청구, 그리고 강제이행, 노무상당금액 또는 금지명령의 소송, 대금의 감액 등이 인정된다. 특히 계약의 해제와 손해배상의 청구는 가장 대표적인 구제방법이다. 구제방법이 매도인을 위한 것일 때 “매도인의 구제방법”(seller’s remedies)이라고 하고, 매수인을 위한 것일 때 “매수인의 구제방법” (buyer’s remedies)이라고 한다.

## 법계별 고찰

### 대륙법계

#### 대한민국
대한민국 민법에 있어서, 급부장애가 발생하는 경우에 채권자를 위하여 여러 구제 수단을 마련해 두고 있다. 채무불이행책임제도, 위험부담제도 또는 담보책임제도가 그것이다. 채무불이행책임은 상대방의 귀책사유에 의해 생긴 급부장애에 대한 구제제도이고, 위험부담은 양 당사자의 귀책사유 없이 일방 당사자의 급부가 불능이 된 경우에 대한 처리방법이다. 한편 담보책임은 매도인이 급부하거나 급부할 물건 또는 권리 등에 하자가 있는 경우에 매도인의 과실(귀책사유)을 묻지 않고 일정한 책임(매수인의 권리: 대금감액 청구권, 해제권, 손해배상 청구권, 완전물 급부청구권)을 매도인에게 부담시킴으로써 유상계약관계인 매매관계의 주관적 등가성을 유지하기 위한 제도이다. 급부장애에 대한 법적 효과는 다음과 같다.

##### 이행이 불가능한 경우
- 채무자의 귀책사유가 없는 경우: 위험부담의 문제 (민법 제537조, 제538조)
- 채무자의 귀책사유가 있는 경우 (A:이행불능) : 손해배상(민법 제390조, 전보배상) 또는 해제( 제546조)+손해배상(제551조)

##### 이행이 지체된 경우
- 채무자의 귀책사유가 없는 경우: 강제이행(제389조)
- 채무자의 귀책사유가 있는 경우 (B:이행지체) : 강제이행+지연배상·전보배상(제395조) 또는 해제(제544조)+손해배상(제551조)

##### 이행이 불완전한 경우
- 유상계약에서 채무자의 귀책사유가 없는 경우: 담보책임(제570조 이하, 제567조)
- 무상계약에서 채무자의 귀책사유가 없는 경우: 채무를 면함
- 채무자의 귀책사유가 있는 경우 (C:불완전이행) : 손해배상(제390조) 또는 해제(제544조, 제546조 유추)+손해배상(제551조)

위의 A,B,C의 경우만을 채무불이행이라 한다.

#### 독일
채무불이행에 관하여서 대한민국 민법이 제390조에서 포괄적으로 규정하고 있음에 대하여, 독일은 이행지체와 이행불능을 각각 별도로 독일민법전에서 규정하고(편무계약의 이행불능 : §280. BGB; 쌍무계약의 이행불능 : § 280, § 325, BGB; 편무계약의 이행지체: § 284, BGB; 쌍무계약의 이행지체: § 286, § 326, BGB) , 관습법에 의한 채무불이행으로서 불완전이행을 인정하고 있다. 독일민법전에서 채무불이행의 유형을 이행지체와 이행불능으로 나누어 입법한 것은 로마법으로부터 영향을 받았다. 로마법은 이행지체와 이행불능으로의 분리주의를 취하였다.
2002년 1월 1일 개정된 독일민법은 모든 종류의 급부장애를 포괄하는 의무위반이라는 개념을 정점으로 해서 각종의 장애행위 내지 장애상태에 대하여 채권자에게 이에 상응하는 구제방법을 규정하는 체계를 갖추었다. 먼저 의무위반(독일어: Pflichtverletzung)으로 인한 손해배상에 관한 규범이 마련되었는데, 채무자가 채권관계로부터 발생한 의무를 위반한 때를 의무위반이라고 규정하고, 이 의무위반을 기초로 채권자에게 각종의 법적 구제수단이 주어진다.

### 영미법계
계약위반이라는 말은 주로 영미법에서 사용되는 것으로서 이는 계약내용의 불이행을 의미한다. 계약상 의무의 완전한 이행은 그 의무를 소멸시키는 효과를 갖는 반면, 이행기가 도달한 의무의 불이행은 계약위반(breach of contract)에 해당한다. 의무가 완전하게 이행되었는지 여부가 종종 불명확할 수 있다. 이를 둘러싼 분쟁은 크게 두 유형으로 나누어 볼 수 있다. 첫째, 당사자의 이행의 성질과 정도에 관한 다툼이 있을 수 있으며, 이는 전적으로 사실판단에 의해 해결된다. 예컨대 건설공사계약에서 설계도에 따라 건축이 이루어졌는지 여부에 대한 다툼이 여기에 속한다. 둘째, 계약의 의미에 비추어 볼 때 당사자의 이행이 완전한 것인지의 여부에 관한 다툼이 있을 수 있으며, 이것은 계약의 해석에 의해 해결된다.
영미법에서는 대체로 계약채무의 이행거절(renunciation), 이행불능(failure of performance), 이행해태(failure of performance) 등으로 나누고 있다. 여기서 “이행거절”이라 함은 계약의 이행기일이 도래하기 전에 당사자 일방이 계약이행을 거절하는 것을 말하고 “이행불능”이라 함은 당사자 일방의 작위 또는 부작위에 의하여 계약이행을 더 이상 불가능케 한 경우를 말하며, 또 “이행해태”라 함은 계약이행의 전면적 또는 실질적인 위반이 있는 경우로서 이는 고의적인 위반에 한하지 아니한다.
영미법에서는 이행기에 있어서의 계약위반(present breach)과 이행기전 계약위반(anticipatory breach)으로 구분한다.
영미법에서는 구제방법으로서 계약 이후이행의 거절 (refusal of further performance), 손해배상의 청구 (damages), 노무상당금액의 청구 (quantum meruit), 강제이행 (specific perforrnance), 금지명령 (injunction) 등을 인정하고 있다. 다만 노무상당금액의 청구, 강제이행 또는 금지명령은 형평법상의 구제방법이기 때문에 법원의 양심적인 판결에 의하여야 한다.

#### 영국
- Law Reform (Frustrated Contracts) Act 1943 참조.

### 국제 조약
국제 물품 매매 계약에 관한 국제 연합 협약은 계약위반의 유형을 인도 또는 지급의 이행지체, 담보책임 또는 보증의 위반, 하자있는 불완전이행, 기한전 불이행, 본질적 및 비본질적 위반 등으로 규정하고 있다. (제33조, 제36조 2항, 제40조~제41조, 제58조 1항 및 제72조 1항) 국제 물품 매매 계약에 관한 국제 연합 협약에 따르면, 본질적인 계약위반이 있는 경우에는 계약의 해제가 가능하다.